# Phare de Point Judith
Le phare de Point Judith (en anglais : Point Judith Light), est un phare actif situé du côté ouest de l'entrée de la baie de Narragansett, et du côté nord de Block Island Sound (en), dans le Comté de Washington (État de Rhode Island).
Il est inscrit au Registre national des lieux historiques depuis le 30 mars 1988.

## Histoire
La confluence de deux voies navigables rend cette zone très passante et les eaux autour de Point Judith sont très froides et dangereuses. Historiquement, même avec des phares en activité, il y a eu de nombreux naufrages au large de ces côtes.
Trois structures lumineuses ont été construites sur ce site. La tour originale de 11 mètres de haut, construite en 1810, a été détruite par un ouragan en 1815. Elle a été remplacée en 1816 par une autre tour de pierre avec feu tournant et dix lampes.
L'actuelle tour octogonale en granit a été construite en 1856. La moitié supérieure de la tour est peinte en brun et la moitié inférieure en blanc afin de rendre la structure plus visible pour le trafic maritime. En 1871, les capitaines de navire demandent que le signal de brouillard de Point Judith passe du cor au sifflet. Ce changement distinguait le phare de Point Judith du phare de Beavertail, qui utilisait une sirène pour annoncer le brouillard. Le sifflet pouvait également être entendu plus distinctement au son des vagues de la région. Le phare a été automatisé en 1954 et la maison du gardien a été détruite. Le local à carburant et le bâtiment de signalisation de brouillard sont toujours existantes. Sa lentille de Fresnel d'origine a été rénovée ainsi que la lanterne.
Les 5 et 6 mai 1945, au large de ce phare, la bataille de Point Judith (en) oppose une escadre de la marine américaine au sous-marin allemand U-853 qui est coulé : c'est un des derniers affrontements de la bataille de l'Atlantique.

## Description
Le phare  est une tour octogonale avec une galerie et une lanterne de 16 m de haut. La tour est peinte en blanc et brun et la lanterne est noire. Son
feu à occultation blanc d'une portée de 16 milles nautiques (environ 30 km) émet trois éclats par période de 15 secondes..
Il est aussi équipé d'une corne de brume radiocommandée émettant un blast de 2 secondes par période de 15 secondes.

## Caractéristiques dufeu maritime
Fréquence : 15 secondes (W)
- Lumière : 5 secondes
- Obscurité : 2 secondes
- Lumière : 2 secondes
- Obscurité : 2 secondes
- Lumière : 2 secondes
- Obscurité : 2 secondes

Identifiant : ARLHS : USA-625 ; USCG : 1-19450 - Admiralty : J0628 .
|              |
| Point Judith |

|                 |
| Le phare actuel |

### Lien connexe
- Liste des phares au Rhode Island